# Espace urbain de La Ferté-Bernard
L'espace urbain de La Ferté-Bernard est un espace urbain français centré autour de la ville de La Ferté-Bernard, dans le département de la Sarthe. Par la population, c'est le  81° des 96 espaces urbains français. En 1999, sa population était de 16 925  habitants sur une superficie de 193,15 km2.

## Caractéristiques
D'après la délimitation établie par l'INSEE en 1999, cet espace urbain est identique à l'aire urbaine de La Ferté-Bernard : 17  communes dont 3 communes urbaines (formant le pôle urbain de l'aire) et 14 communes rurales monopolarisées. 
C'est un espace urbain unipolaire, qui ne peut donc pas comporter de communes multipolarisées.